# نيكولا بياتي
نيكولا بياتي (بالإيطالية: Nicola Beati)‏ (13 فبراير 1983 ببيروجيا في إيطاليا - ) هو لاعب كرة قدم إيطالي في مركز الوسط. شارك مع منتخب إيطاليا تحت 15 سنة لكرة القدم ومنتخب إيطاليا تحت 16 سنة لكرة القدم ومنتخب إيطاليا تحت 17 سنة لكرة القدم ومنتخب إيطاليا تحت 19 سنة لكرة القدم ومنتخب إيطاليا تحت 20 سنة لكرة القدم ومنتخب إيطاليا تحت 21 سنة لكرة القدم. أما مع النوادي، فقد لعب مع إنتر ميلان ونادي بيروجيا ونادي تريستينا ونادي سبيزيا ونادي فروسينوني ونادي كروتوني وASD Città di Foligno 1928 ‏ وسورينتو كالتشيو ‏ وSSD Vivi Altotevere Sansepolcro ‏ ونادي أريتسو.